# Grand Port
Grand Port ("porto grande" em francês) é um distrito da Maurícia. Tem cerca de 106 665 habitantes e 259 km². Tem sede na vila de Souillac.
| Nordoeste: Plaines Wilhelms      | Norte: Moka        | Nordeste: Flacq      |
| Oeste: Plaines Wilhems e Savanne | Grand Port         | Leste: Oceano Índico |
| Suloeste: Savanne                | Sul: Oceano Índico |                      |